# Usher (album)
Usher là album đầu tay của ca sĩ R&B người Mỹ Usher, được phát hành ngày 30 tháng 8 năm 1994 dưới hãng LaFace và Arista Records ở khu vực Bắc Mỹ.
Theo thông tin từ trang web chính thức của mình, Usher đã đồng sáng tác 4 trong tổng số 14 bài hát trong album. Có 3 đĩa đơn được phát hành từ album là "The Many Ways", "Think of You" (Usher đồng sáng tác cùng Faith Evans và Donell Jones) và "Can U Get Wit It".
Cho đến nay, album đã bán được trên 1 triệu bản.

## Danh sách bài hát
1. "I'll Make It Right" (Alex Richbourg) – 4:50
2. "Interlude 1" (Carl "Chucky" Thompson) – 0:39
3. "Can U Get Wit It" (Devante Swing) – 4:45
4. "Think of You" (Carl "Chucky Thompson) – 3:49
5. "Crazy" (Brian Alexander Morgan) – 5:15
6. "Slow Love" (Albert Brown, Isaiah Lee) – 4:58
7. "The Many Ways" (Albert Brown, Dave Hall) – 5:43
8. "I'll Show You Love" (Alex Richbourg, Charles Bobbitt, Fred Wesley & James Brown) – 4:43
9. "Interlude 2 (Can't Stop)" (Carl "Chucky" Thompson) – 2:42
10. "Love Was Here" (Albert Brown & Kiyamma Griffin) – 5:37
11. "Whispers" (Darryl Pearson & Devante Swing) – 5:17
12. "You Took My Heart" (Edward Ferrell & Kenneth Tonge) – 5:12
13. "Smile Again" (Herb Middleton) – 4:37
14. "Final Goodbye" (Dave Hall) – 5:00

## Danh sách thực hiện

### Âm nhạc
- Kenneth Crouch - piano
- Darryl Pearson - ghi-ta
- Alexander Richbourg - trống
- Herb Middleton - keyboard
- Charles "Prince Charles" Alexander, Bob Brockman, Sean "Puffy" Combs, David Dachinger, Rob Paustian, John Shrive, DeVante Swing - phối khí

### Sản xuất
- Góp giọng: Darren Benbow, Mary Brown, Faith Evans, Dave Hollister, Crystal Johnson, Darryl Pearson, Laquentis Saxon, Usher, Levar Wilson
- Nhiếp ảnh: lMichael Benabib

## Xếp hạng
| Bảng xếp hạng (1995)                  | Vị trí cao nhất |
| ------------------------------------- | --------------- |
| U.S. Billboard 200                    | 167             |
| U.S. Billboard Top R&B/Hip-Hop Albums | 25              |